# Cucumeropsis mannii
Espèce
Classification phylogénétique
Cucumeropsis mannii, appelée en français égousi-itoo, égousi ou gousi »,  est une espèce de plantes à fleurs dicotylédones de la famille des Cucurbitaceae, originaire d'Afrique tropicale.
Cette espèce est la seule du genre Cucumeropsis (genre monotypique).
C'est une plante herbacée annuelle grimpante, cultivée dans plusieurs pays d'Afrique tropicale, occidentale et centrale, souvent en cultures associées, principalement pour ses fruits (sortes de baies assimilables à des melons) dont les graines sont consommées sous diverses formes. Les graines d'autres cucurbitacées, appelées aussi « égousi », sont consommées dans ces régions de la même manière, notamment celles de  Citrullus lanatus.   
Noms vernaculaires locaux : la plante est appelée localement ngond en langue bassa, egousi en yoruba ou agushi en haoussa. Elle est appelée n’viêlê en  Côte d'Ivoire, où ses graines, ainsi que celles d'autres cucurbitacées, sont consommées sous le nom de « pistaches ». 

## Description
Plante grimpante dont la hauteur va jusqu'à 4 mètres, et couverte de poils raides, ses feuilles palmées sont sous forme de cœur et ont jusqu'à 12 cm de long et 14 cm de large. La plante porte de petites fleurs mâles de couleur jaune et des fleurs femelles avec des pétales de moins d'un cm de longueur. Le fruit, de couleur crème avec des stries vertes, est ovoïde dont la taille va jusqu'à 19 cm de long et 8 cm de large environ. Les fruits et les graines de couleur blanche sont comestibles.

## Distribution et habitat
L'aire de répartition originelle de Cucumeropsis mannii s'étend en Afrique tropicale, d'ouest en est, de la Guinée-Bissau au Soudan, et vers le sud jusqu'en Angola. On la rencontre notamment en Côte d'Ivoire, au Ghana, au Nigeria, au Cameroun; en République centrafricaine et au Zaïre.
La plante est cultivée dans certains de ces pays : Côte d'Ivoire, Nigeria, Cameroun et République centrafricaine.
L'espèce est également présente à l'état sauvage en Amérique du Sud, ainsi que dans les Caraïbes, où elle était classée sous le nom binominal de Posadaea sphaerocarpa Cogn. Son aire de répartition y comprend le Brésil (« États d'Amazonas et de Pará), le Guyana, le Venezuela, la Colombie, la Bolivie et l'Équateur, ainsi que la République dominicaine et Trinité-et-Tobago. 

## Taxinomie
La première description de cette espèce est due au botaniste français Charles Naudin et a été publiée en 1866 dans les Annales des Sciences Naturelles, Botanique (série 5, 5: 30).
Selon une étude de 2010, faisant appel notamment au codes-barres d'ADN, cette espèce serait la même que Posadaea sphaerocarpa, originaire d'Amérique centrale et d'Amérique du Sud, dont les fruits et les graines sont utilisés dans les cultures traditionnelles de ces régions de manière similaire à ceux de Cucumeropsis mannii en Afrique.
La dispersion géographique de la plante se serait faite relativement récemment, vraisemblablement dans le sens Amérique-Afrique, soit par les navires de la traite négrière, soit par dispersion naturelle par les courants marins.
Une révision en 2011 de la classification de la famille des Cucurbitaceae a conduit à rattacher cette espèce au genre Melothria (incluant les deux genres monotypiques Cucumeris et Posadaea), sous le nom de Melothria sphaerocarpa en se basant sur le synonyme nomenclatural Posadaea sphaerocarpa, les épithètes mannii et edulis étant déjà prises par deux autres espèces : Melothria mannii et Melothria edulis. 
Son épithète spécifique mannii rend hommage au botaniste allemand Gustav Mann.

### Synonymes
Selon The Plant List :
- Cladosicyos edulis Hook.f.,
- Corynosicyos edulis (Hook.f.) F.Muell.,
- Cucumeropsis edulis (Hook.f.) Cogn.,
- Cucumeropsis mackennii K.Koch [invalide],
- Cucurbitella ecuadorensis Cogn.,
- Melothria sphaerocarpa (Cogn.) H. Schaef. & S.S. Renner,
- Momordica procera A.Chev. [invalide],
- Posadaea sphaerocarpa Cogn.

## Culture
Il est cultivé en Afrique centrale et de l'Ouest notamment dans le cadre de l'agriculture itinérante sur brûlis. Sa culture est vieille de plus de 4 000 ans notamment en Afrique de l'Ouest. Les avantages de Cucumeropsis mannii sont nombreux. La culture se développe dans des climats difficiles notamment arides avec des rendements élevés. Sa culture a peu de contraintes liées aux ravageurs et aux maladies phytosanitaires. Sa culture améliore la qualité du sol grâce à sa couverture du sol et à la suppression des mauvaises herbes. La plante est très nutritive. L'huile représente 44 % de la graine avec 30 % de protéine riche en acides aminés essentiels. La graine peut être transformée en soupe ou en huile. La graine est une excellente protéine végétale, et est idéale pour combattre les déficits nutritionnels. Riche en vitamines et minéraux essentiels, Cucumeropsis mannii fournit également l'amidon dans les régimes alimentaires en Afrique.  Malgré ses atouts, Cucumeropsis mannii reste une culture marginale pour les interventions nutritionnelles en Afrique.

### Conditions de croissance
Cucumeropsis mannii se multiplie à partir de ses graines. En Afrique de l'Ouest notamment au Nigeria et en Côte d'Ivoire, le semis est pratiqué pendant la grande saison des pluies entre les mois de mars et de mai. Les sols y sont alors riches en matière organique avec une forte pluviométrie de 1400 mm entre les mois d'avril et d'octobre. La culture commence après les premières pluies de haute intensité. Les trous sont faits avec une profondeur de 2 cm environ. Chaque trou a en moyenne 3 à 4 graines chacun. Les espacements entre les graines sont d'1 mètre. Un engrais complet peut être appliqué avant la plantation, avec une application périodique d'un engrais azoté plus tard. Les méthodes de plantation contraste avec celles des savanes du Nord où les conditions sont plus difficiles avec une faible fertilité et peu de matière organique. Les précipitations dans cette zone sont faibles avec en moyenne 800 mm par an. Dans ces conditions, Cucumeropsis mannii est plus approprié en culture mixte, développée de façon spécifique sous les cultures de sorgho. Dans ces zones, cette culture doit être espacée d'au moins 3 m de distance, ce qui diminue considérablement la production par hectare. Après 6-8 mois, vers les mois de septembre à décembre, le fruit est mûr pour la récolte. Les signes physiques de la maturité comprennent la couleur crémeuse et les tiges et les feuilles séchées. Chaque plante a en moyenne 2 à 5 fruits, pesant chacune 0,8 à 1,8 kg et contenant 90 à 400 graines.

### Tolérance au stress
Dans plusieurs zones climatiques, Cucumeropsis mannii peut survivre dans les sols pauvres en éléments nutritifs. La forte couverture du sol par cette plante tapisse le protège de l'exposition au soleil et de la perte d'eau, et augmente également La qualité du sol. La plante peut prospérer dans les zones humides, sèches et de montagne avec peu ou pas de conséquence sur la croissance ou la qualité des cultures. Adaptée aux zones semi-arides et compatible avec les hautes terres tropicales chaudes, la plante est tolérante à la sécheresse, et est en plein essor dans les régions sèches de l'Afrique de l'Ouest.

### Problématiques phytosanitaires
Cucumeropsis mannii est décrit comme une plante sans ravageurs et sans maladies phytosanitaires. Les premières contraintes sont liées au champignon Macrophomina phaseolina qui attaque les racines et les tiges inférieures de la plante  provoquant la fonte des semis. Les trypètes Dacus punctifrons peuvent également attaquer le fruit de cette plante. En général, les fruits pourrissent en raison de l'existence des larves. Halticus tibialis est une trémie de puces similaire à un puceron qui peut également causer des problèmes pour les cultures de Cucumeropsis mannii, détruisant principalement les feuilles de la plante en suçant la sève au mois d'octobre. Après la récolte, de nombreuses espèces de coléoptères, y compris le tribolium rouge de la farine, et le scarabée de cigarette peuvent se nourrir de graines qui ne sont pas correctement stockées dans des récipients étanches à l'air. Cucumeropsis mannii fournit la couverture du sol, supprime efficacement les mauvaises herbes. La plante est idéale comme intercalaire avec le sorgho, le manioc, le café, le coton, le maïs, ou des cultures de bananes et réduit ainsi les désherbages pendant les 2 à 3 mois de sa croissance en une seule opération.

## Consommation et utilisation

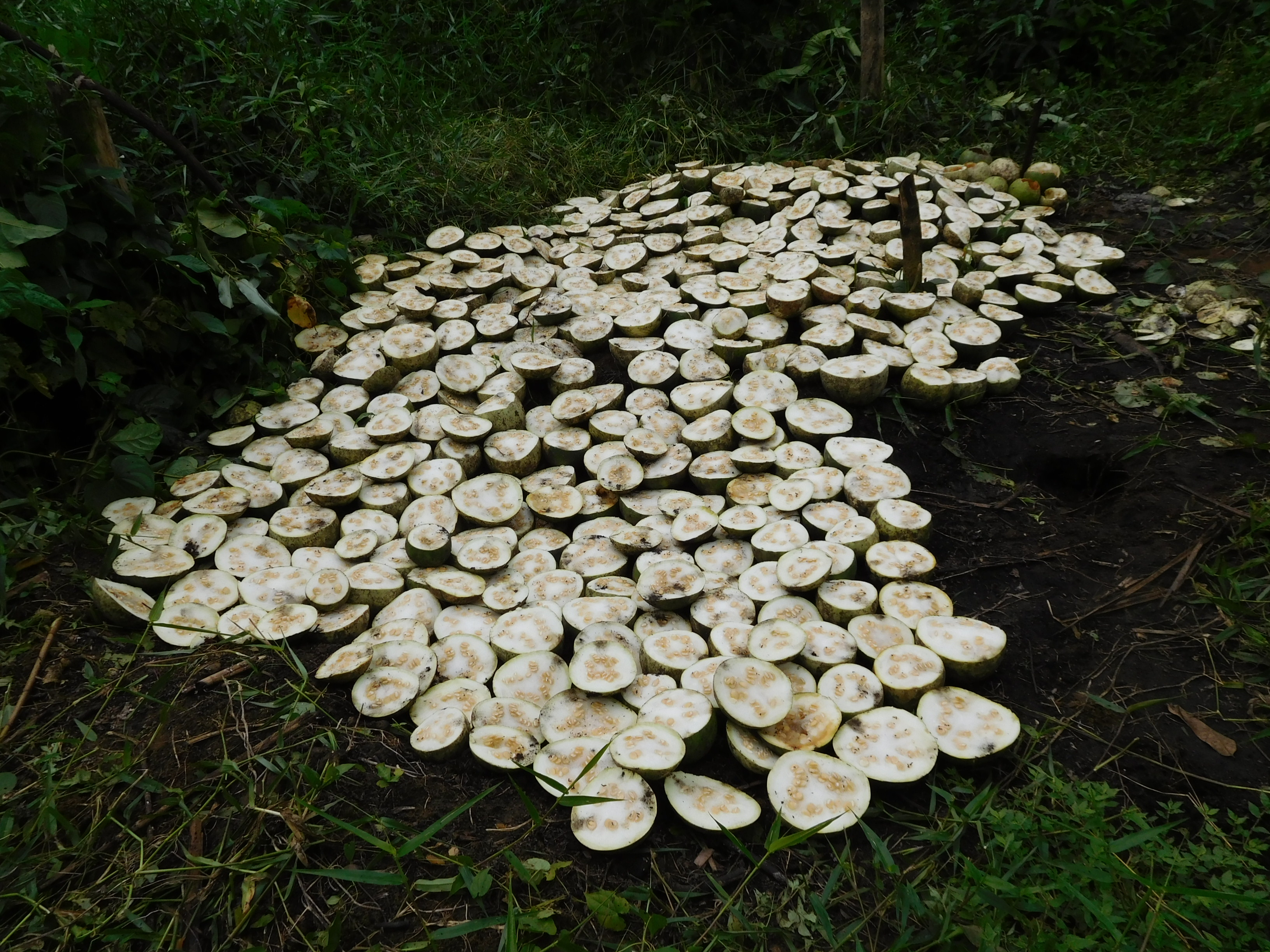
Récolte de Cucumeropsis mannii

Cucumeropsis mannii est principalement cultivée pour les graines oléagineuses qu'elle produit. Les graines sont souvent broyées et utilisées pour épaissir les soupes et les ragoûts, ou comme ingrédient dans les boulettes et les plats à l'étouffée. 
Une autre consommation de Cucumeropsis mannii se fait sous forme de galette après extraction de l'huile des graines. La plante est alors consommée comme un substitut de la protéine. La graine peut aussi être décortiquée et consommée comme collation. 
Dans le nord du Ghana, son huile est la deuxième huile de cuisson. Le noyau de la graine de Cucumeropsis mannii contient des huiles semi-siccatives qui sont utilisées pour la fabrication des savons, dans la cuisine et pour l'éclairage. Les déchets de la graine sont alors utilisés pour nourrir le bétail. Bien que peu courant en raison de son goût amer, la pulpe de Cucumeropsis mannii est comestible. Dans certains pays comme le Ghana, le jus du fruit est utilisé comme l'onguent de guérison.

## Information nutritionnelle
La graine de Cucumeropsis mannii est de 44 % d'huile, 30 % de protéines, 10 % de glucides, 4 % de cendres et 3 % de fibres. L'huile de cette graine est composé de 64,9 % d'acide linoléique, 12,4 % d'acide stéarique de 11,8 % et 10,9 % l'acide palmitique 10,9%. les vitamines thiamine, niacine, B1 et B2 sont également répandues dans la graine, de même que de nombreux oligo-éléments. Les minéraux majeurs sont le phosphore principalement, avec le potassium, le magnésium, le manganèse, le soufre, le calcium, le fer et le zinc. La majeure partie de l'amidon et des glucides sont des sucres solubles. Cucumeropsis mannii est le complément parfait pour les régimes enrichis en amidon en Afrique, fournissant une haute teneur en protéines et une forte concentration d'énergie. La graine contient tous les macro et micro-nutriments importants en quantité pour une nutrition optimale. La teneur en acides aminés des protéines de Cucumeropsis mannii en fait une protéine végétale suffisante. Cette composition est idéale pour les malades et les enfants, en fournissant des acides aminés et des calories essentielles. Consommer 100g de graines quotidiennement satisfait les exigences en acides gras essentiels, en acides aminés et en vitamine E. Il est possible que ces graines soient utilisées pour lutter contre des maladies telles que le kwashiorkor. 

## Informations pratiques
Des connaissances plus répandues sur la plante Cucumeropsis mannii sont encore nécessaires afin de vulgariser la culture et favoriser son expansion. Les organisations de la société civile sont appelés à diffuser des connaissances essentielles sur la propagation et la gestion de la culture, et d'utiliser la culture pour les interventions nutritionnelles. Une importance doit être placée sur le calendrier spécifique de récolte. Au début de la récolte ou dans le cas de la récolte tardive de Cucumeropsis mannii, il y a un effet sur la qualité des semences. Le fruit doit donc atteindre sa pleine maturité avant la récolte afin d'obtenir des rendements maximaux. La pleine maturité est constatée par les feuilles des plantes complètement séchées. Les graines de ce fruit doivent être récoltées 65 jours après la floraison. Cela permet d'accroître la capacité de germination des semences stockées pour assurer des meilleurs rendements productifs. Les agriculteurs doivent sélectionner les graines ayant le poids le plus élevé pour obtenir les meilleurs résultats de germination. Afin d'atteindre la graine avec la plus haute qualité possible, les fruits récoltés doivent être conservés pendant 10-20 jours dans le but de lutter contre les ravageurs tels que les trypètes Dacus punctifrons. Les cultures devraient faire l'objet d'une rotation annuelle afin que les pupes de mouches restent dans le sol, et augmentent le rendement de la plante.